# Takayuki Seto (Fußballspieler)
Takayuki Seto (jap. 瀬戸 貴幸, Seto Takayuki; * 5. Februar 1986 in Nagoya) ist ein japanischer Fußballspieler.

## Karriere
Seto wechselte im Jahr 2004 zu Avaí FC in die brasilianische Série B. Nachdem er dort mit seinem Team knapp den Aufstieg in die Série A verpasst hatte, verpflichtete ihn der Spitzenklub Corinthians São Paulo. Nach einem weiteren Jahr bei Associação Portuguesa Londrinense verpflichtete ihn im Sommer 2007 der ambitionierte rumänische Drittligist FC Ploiești. Mit seinem neuen Klub gelang ihm der Durchmarsch in die Liga 1, wo der Verein zunächst als Astra Ploiești, später als Astra Giurgiu antrat. Seto war dabei stets als Stammspieler fester Bestandteil des Teams und feierte mit Astra in den ersten Jahren zunächst den Klassenverbleib, ehe der Klub nach der Umsiedlung nach Giurgiu im Sommer 2012 sich in der Spitzengruppe der Liga festsetzen konnte. In der Rückrunde der Saison 2013/14 verlor Seto seinen Status im Team, als er vermehrt als Einwechselspieler zum Zuge kam. Am Saisonende stand nicht nur die Vizemeisterschaft hinter Steaua Bukarest, sondern auch mit dem Pokalsieg 2014 sein erster Titel.
Zur Saison 2015/16 wechselte er in die Türkei zum Erstligisten Osmanlıspor FK. Nach einer halben Saison kehrte er als Leihspieler zu Astra Giurgiu zurück und gewann die Meisterschaft 2016. Er blieb bis 2018 und war dann nach unglücklichem Kurzengagement bei Ventforet Kofu in Riga aktiv. Dann unterschrieb er erneut in Giurgiu. Wegen Verstoßes gegen die Anti-Doping-Bestimmungen wurde er im 2020 zunächst suspendiert und schließlich für acht Monate gesperrt. Nach Ablauf der Sperre wechselte er zu Petrolul Ploiești.

## Erfolge
- Rumänischer Meister: 2016
- Rumänischer Pokalsieger: 2014
- Aufstieg in die Liga 1: 2009